# Данторн (лунный кратер)
Кратер Данторн (лат. Dunthorne) — маленький ударный кратер на северо-западной границе Болота Эпидемий на видимой стороне Луны. Название присвоено в честь английского астронома Ричарда Данторна (1711—1775) и утверждено Международным астрономическим союзом в 1935 г.

## Описание кратера

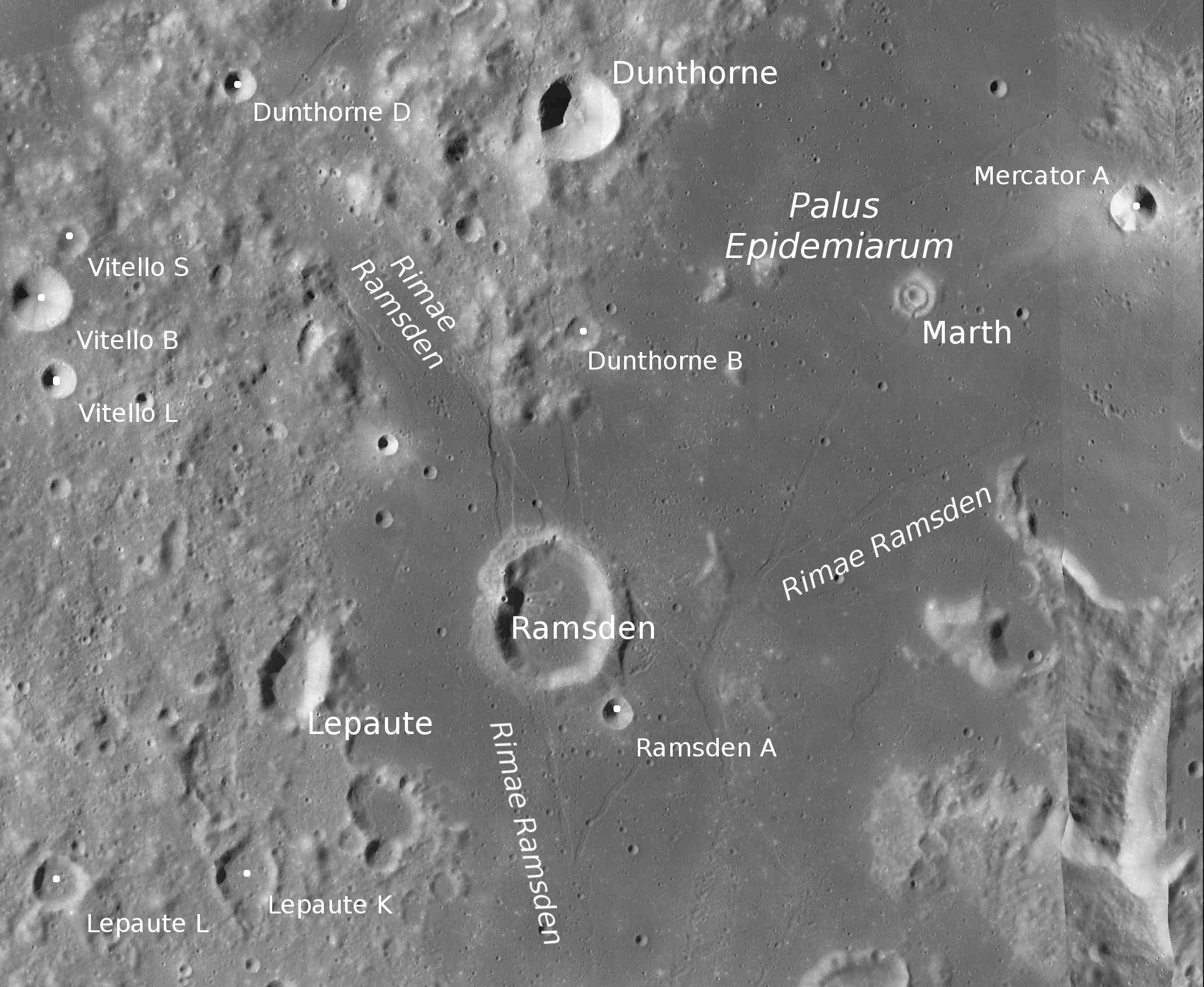
Окрестности кратера Данторн. Снимок Lunar Reconnaissance Orbiter.

Ближайшими соседями кратера являются кратер Витело на западе, кратер Гиппал на севере-северо-востоке, кратеры Кампано и Меркатор на северо-востоке, кратер Март на востоке-юго-востоке, кратер Капуан на юго-востоке, кратер Рамсден на юге и кратер Лепот на юге-юго-западе. Окрестности кратера изобилуют интересными деталями лунного рельефа. На северо-западе от кратера находится Море Влажности, на севере-северо-западе уступ Кельвина и мыс Кельвина, на севере борозды Гиппала, на востоке уступ Меркатора, на юго-востоке Болото Эпидемий, на юге борозды Рамсдена. Селенографические координаты центра кратера 30°07′ ю. ш. 31°43′ з. д. / 30,12° ю. ш. 31,71° з. д., диаметр 15,1 км, глубина 2,78 км.
Кратер Данторн образован в гористой складчатой местности между Морем Влажности и Болотом Эпидемий, имеет близкую к циркулярной чашеобразную форму, практически не разрушен. Вал кратера с острой кромкой и широким внутренним склоном спускающимся почти к центру кратера, альбедо внутреннего склона выше чем у окружающей местности. Юго-западная часть вала образована на склоне безымянного пика, высота южной части вала значительно больше северной. К восточной и западной частям вала прилегают широкие долины. Высота вала над окружающей местностью достигает 560 м. Дно чаши кратера имеет небольшой размер, имеется маленький центральный пик. 

## Сателлитные кратеры

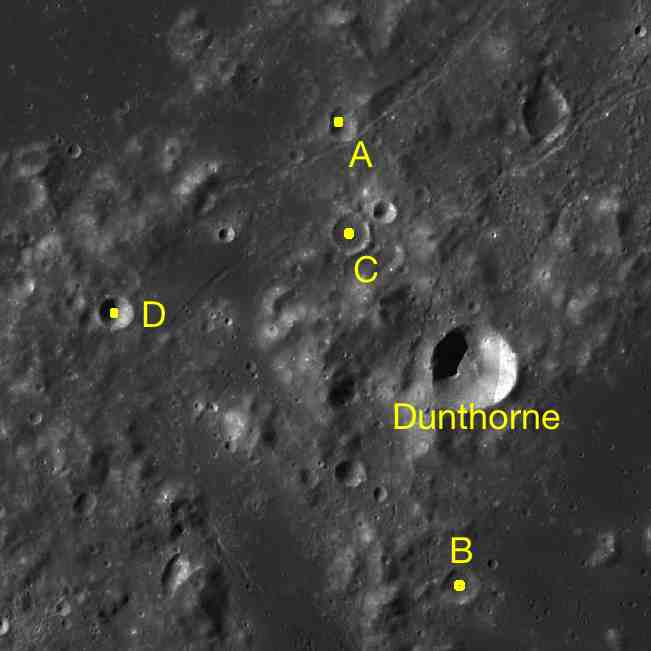
Фрагмент карты LAC-93.

| Данторн | Координаты                                            | Диаметр, км |
| ------- | ----------------------------------------------------- | ----------- |
| A       | 28°47′ ю. ш. 32°40′ з. д. / 28,79° ю. ш. 32,67° з. д. | 5,6         |
| B       | 31°22′ ю. ш. 31°41′ з. д. / 31,36° ю. ш. 31,68° з. д. | 6,4         |
| C       | 29°25′ ю. ш. 32°34′ з. д. / 29,42° ю. ш. 32,57° з. д. | 6,7         |
| D       | 29°56′ ю. ш. 34°04′ з. д. / 29,94° ю. ш. 34,06° з. д. | 6,0         |